# フィーダーバス
フィーダーバス（英語: Feeder bus）とは、交通網において幹線と接続し、支線の役割をもって運行される路線バスまたはその路線をいう。支線バスとも称する。その場合の「幹線」とは鉄道路線または幹線路線バスを指すことが多い。幹線路線バスに対して乗合タクシーを「フィーダー」と位置づける場合もある。
地方自治体が運営するコミュニティバスやデマンドバス、乗合タクシーなどが鉄道路線や幹線路線バスのフィーダーバスとして位置づけられる場合もある。鉄道路線を幹線とする場合は、鉄道駅と住宅地を結び、鉄道の発着時刻に接続するようなダイヤグラムで運行されることが多い。
路線名やサービス名そのものに「フィーダー」や「feeder」を冠する場合、また路線開設にあたって行政やバス会社等が「フィーダー」を称するものもある。